# Jo van de Meent
Jo van de Meent (Haarlem, 16 juli 1900 - Amstelveen 10 april 1988) was een Nederlandse alt.
Johanna Maria Walter was dochter van politieagent Cornelis Walter en Berber Huizinga. Ze trouwde voordat haar zangcarrière (ze was kantoorbediende) een vlucht nam in 1921 met Evert-Jan van de Meent en nam zijn naam aan.
Ze kreeg haar muziekopleiding in wezen tot oratoriumzangeres van Jac. van Kempen, Eduard Lichtenstein en van Cornélie van Zanten. Ze begon haar loopbaan echter als concertzangeres waarbij ze ondersteund werd door dirigenten als Eduard Flipse (Rotterdams Philharmonisch Orkest) en Eduard van Beinum (Concertgebouworkest). Op 5 juni 1937 zong Van de Meent mee in de wereldpremière van Belsazer voor alt en orkest van Henriëtte Bosmans bij het Concertgebouworkest en onder Van Beinum ten behoeve van het ISCM. Ze zou in totaal negen keer optreden met het Concertgebouworkest, zelfs onder de internationale dirigent Ernest Ansermet (Claude Debussy: Le martyre de Saint-Sébastien). Al eerder maakte ze deel uit van het Van Zantenkwartet met vier van diens leerlingen Ankie van Wickevoort Crommelin (sopraan), Jo van de Meent, Evert Miedema (tenor) en Bas de Groot (bariton).
Ze volgde een operaklas van Johannes den Hertog aan het Conservatorium van Amsterdam en kwam zodoende terecht bij de Nederlandse Operastichting en haar opvolgers tot aan de Nederlandse Opera. Ze zong in de diverse bedrijven van 1940 tot 1960. Een van haar meest vertolkte rollen was Suzuki in Madama Butterfly van Giacomo Puccini.
Als jonge getrouwde zangeres gaf ze ook al zangles en leverde leerlingen af als Gré Brouwenstijn, Caroline Kaart en Lieuwe Visser.
Voor haar werkzaamheden werd ze onderscheiden met de onderscheiding ridder in de Orde van Oranje-Nassau.